# Нуршанов, Юсуп-Али Ермухамедович
Юсуп-Али Ермухамедович Нуршанов (05.06.1896 — 11.03.1938) — советский партийный, государственный и хозяйственный деятель.

## Биография
Родился в урочище Джангыз-Тал Чунгирской волости Аулие-Атинского уезда Сырдарьинской области (ныне — Меркенский район Жамбылской обл. Казахстана). Отец работал учителем, санитаром лечпункта и оспопрививателем в Чунгирской волости.
Образование: окончил русско-киргизскую начальную школу в п. Мерке (1905—1907), Аулие-Атинское городское 3-классное училище (1907—1912); учился 6 месяцев в Московской промышленной академии (1927).
Член РКП(б) с 08.1919.
Послужной список:
- 1912—1913 работа по найму
- 1913—1917 ученик-практикант конторы, конторщик отделения АО «Зингер» в Оше;
- 1917—1918 конторщик отделения АО «Зингер» в Алие-Ате
- 1918—1919 секретарь уездного Киргизского кооператива, Аулие-Ата;
- 1919 технический секретарь Аулие-Атинского уездного мусульманского бюро Компартии Туркестана, секретарь бюро Аулие-Атинского укома КПТ;
- 1919—1920 член бюро и секретарь Аулие-Атинского уездно-городского комитетов Компартии Туркестана;
- 1920—1921 член президиума — ответственный секретарь Аулие-Атинского уездного ревкома и уездного исполкома;
- 1921—1922 зав. орготделом Аулие-Атинского уездно-городского комитета КПТ;
- 1922—1923 зав. киргизской секцией Сырдарьинского обкома КПТ;
- 1923—1924 ответственный секретарь Аулие-Атинского угоркома КПТ;
- 1924—1926 зав. отделом агитации и пропаганды Аулие-Атинского укома РКП(б), член бюро Сырдарьинского губкома Компартии Казахстана;
- март 1926 — январь 1927 управляющий Сантонинного треста Всехимпрома ВСНХ СССР;
- 1927 слушатель Московской промышленной академии;
- 1927—1928 директор Чимкентского сантонинного завода;
- 1928—1929 зам. председателя ЦСНХ Казахской ССР;
- 1929 — январь 1930 врид председателя и зам. председателя Кзыл-Ординского окрисполкома;
- январь 1930 — ? зам. начальника Казжелдорстроя (Акмолинск, строительство железной дороги Акмолинск-Караганда);
- управляющий Казэнергостроя
- февраль-июнь 1932 нарком снабжения Казахской ССР;
- 1932—1933 зам. управляющего ВО Севкаспрыба, Астрахань;
- 1933 — сентябрь 1934 зам. управляющего трестом Эмбанефть;
- 11.1934-09/10.1936 председатель Гурьевского окрисполкома;
- 10.1936-1.01.1937 начальник Западно-Казахстанского облпишепрома;
- январь-сентябрь 1937 начальник Восточно-Казахстанского областного Управления народнохозяйственного учёта.

Член КазЦИК (1929—1931 и 1934—1937).
Арестован 13 октября 1937 г. по обвинению в участии в антисоветской, националистической, террористическо-повстанческой, шпионско-диверсионной организации.
Приговорен к ВМН 11 марта 1938 г. и в тот же день расстрелян.
Семья: жена Нуршанова Клавдия Захаровна (1896 — ?), сын.